# Peter Clodt von Jürgensburg
Pour les articles homonymes, voir Clodt et Jürgensburg.
Le baron Peter Clodt von Jürgensburg, connu également sous le nom russe de Piotr Karlovitch Klodt (en russe : Пётр Карлович Клодт), né le 24 mai 1805 (5 juin dans le calendrier grégorien) à Saint-Pétersbourg et mort le 8 novembre 1867 (20 novembre dans le calendrier grégorien) dans le grand-duché de Finlande (Empire russe), est un sculpteur germano-balte au service de l'Empire russe. Il était le sculpteur favori du tsar Nicolas Ier de Russie.

## Biographie
Descendant d'une famille de l'aristocratie germano-balte, les Clodt von Jürgensburg, Peter Klodt commence sa carrière comme officier d'artillerie. Il est en même temps sculpteur amateur et suit des cours à l'Académie impériale des beaux-arts, où son habileté à représenter les chevaux lui vaut finalement le rang d'académicien et l'éloge du tsar. Selon la légende, Nicolas Ier lui aurait confié que « [ses] chevaux [étaient] plus beaux que les plus beaux des étalons. »
Les sculptures les plus célèbres de Klodt — les Rossebändiger — (« les Dresseurs de chevaux ») ont été installées sur le pont Anitchkov en 1851. Il est également l'auteur de la statue en bronze d'Ivan Krylov au Jardin d'été (1848-1855), le premier monument élevé à la mémoire d'un poète dans tout l'empire. Klodt a réalisé, en collaboration avec Vassili Demuth-Malinovski, la statue de Saint Vladimir à Kiev et la statuaire de l'arc de triomphe de Narva à Saint-Pétersbourg. Il a aussi sculpté le quadrige surmontant le portique du théâtre Bolchoï à Moscou.
La dernière œuvre d'importance de Klodt est un hommage posthume à son protecteur, la statue du monument de Nicolas Ier (en) sur la place Saint-Isaac à Saint-Pétersbourg qui présente la particularité d'être une des premières statues équestres avec seulement deux points d'appui (les pattes arrière du cheval). Elle fut, contrairement à beaucoup d'autres monuments à la gloire des tsars, épargnée sous l'ère soviétique.
Klodt est mort dans son domaine du grand-duché de Finlande le 20 novembre 1867. Son fils Mikhaïl Petrovitch Klodt et son neveu Mikhaïl Klodt (Mikhaïl Konstantinovitch Klodt von Jürgensburg), perpétuant la tradition artistique familiale, sont devenus des peintres de talent du mouvement des Ambulants.

## Œuvres

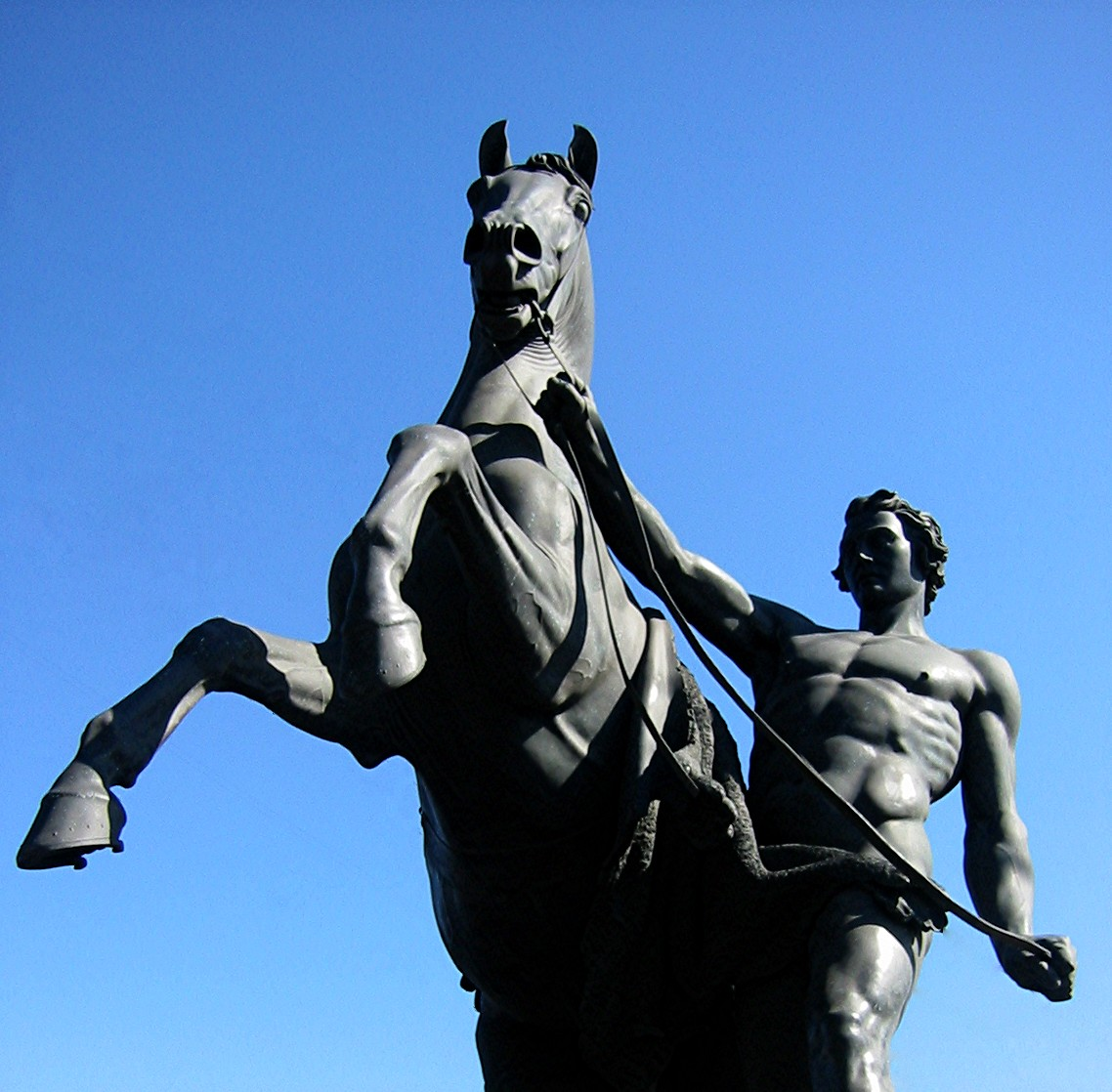
« Les Dresseurs de chevaux » sur le pont Anitchkov
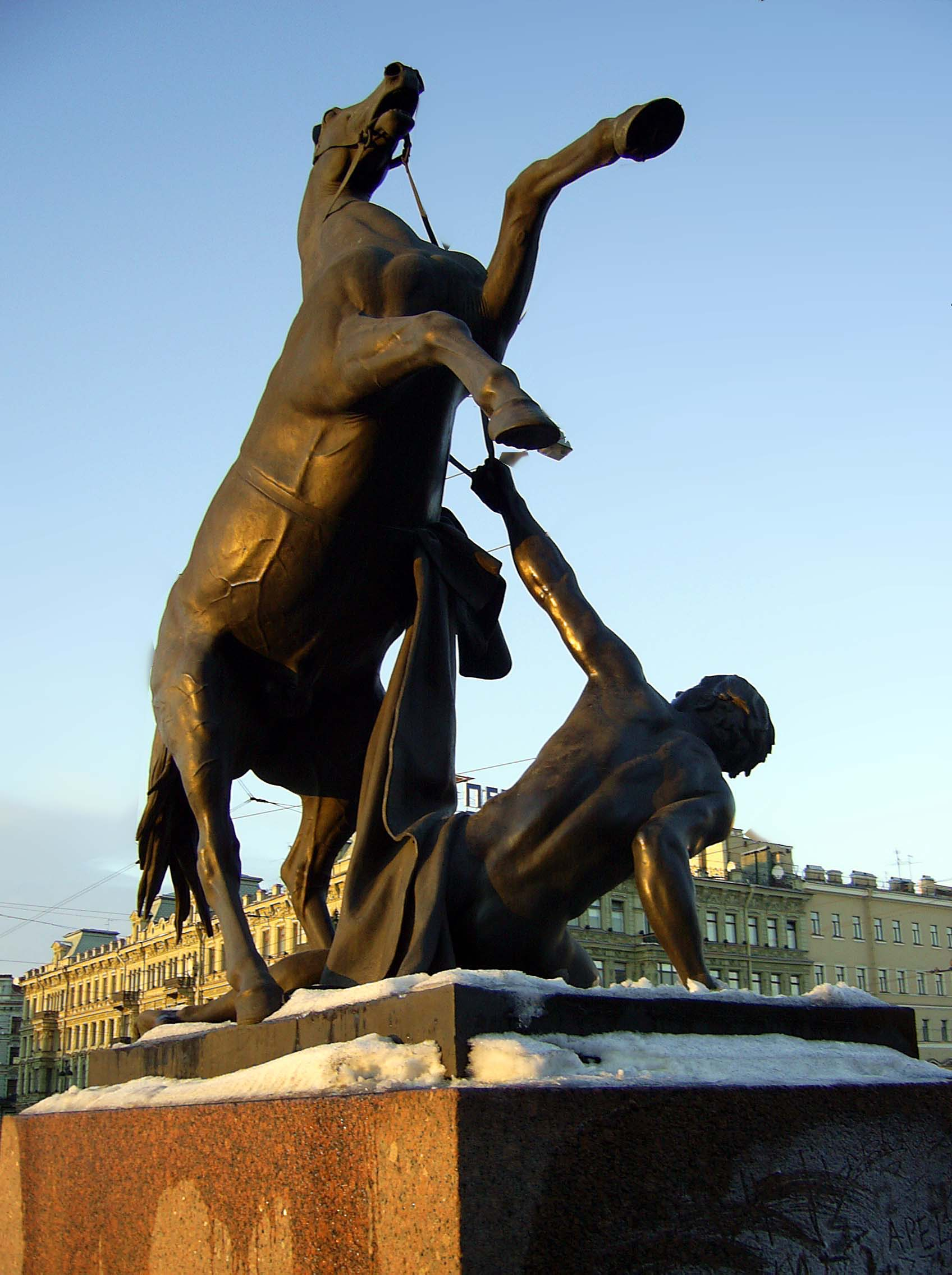
« Les Dresseurs de chevaux » sur le pont Anitchkov
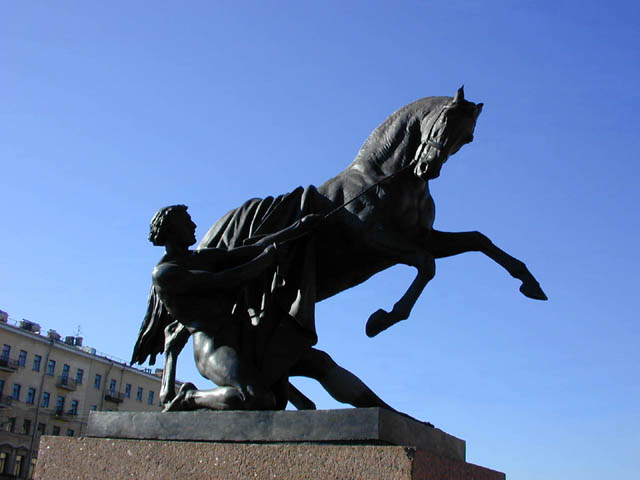
« Les Dresseurs de chevaux » sur le pont Anitchkov
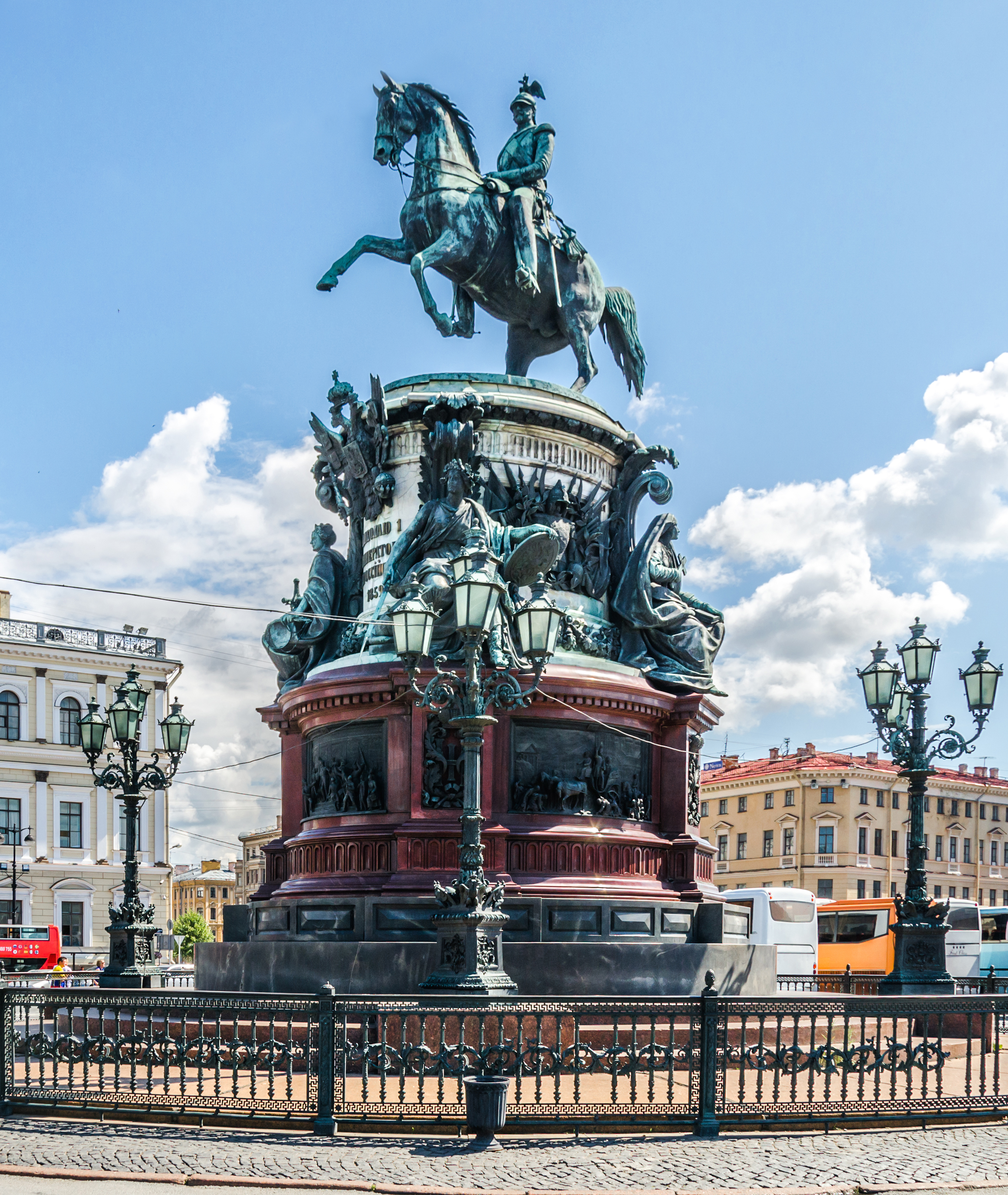
Statue équestre de Nicolas Ier sur la place Saint-Isaac
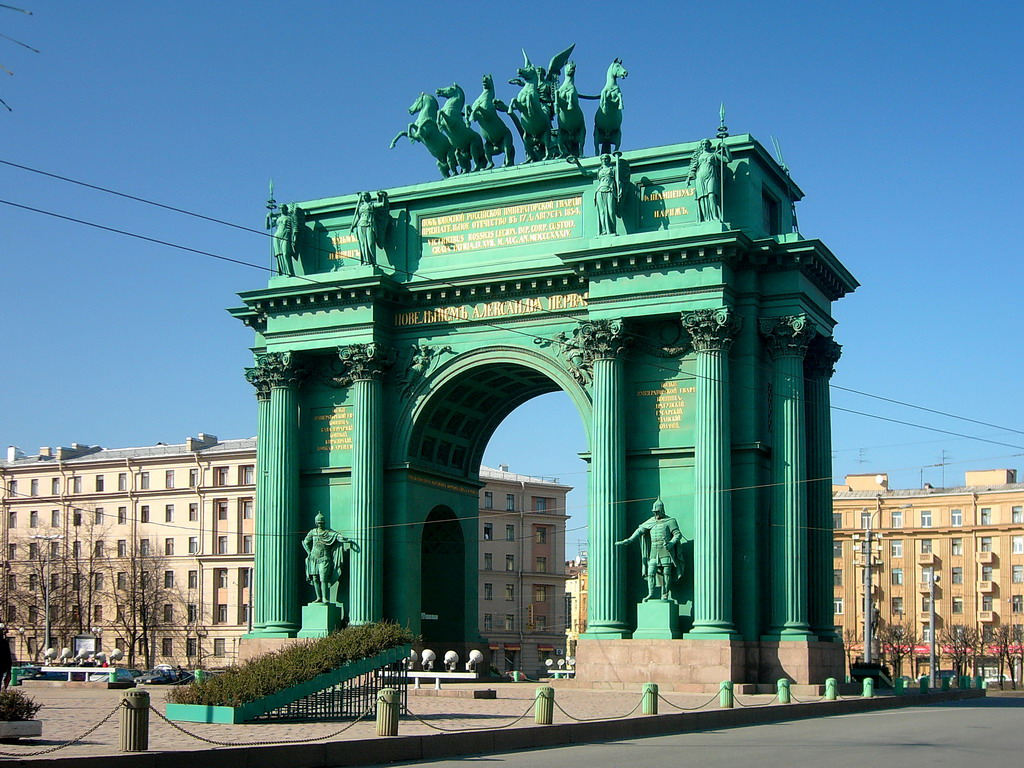
Arc de triomphe de Narva
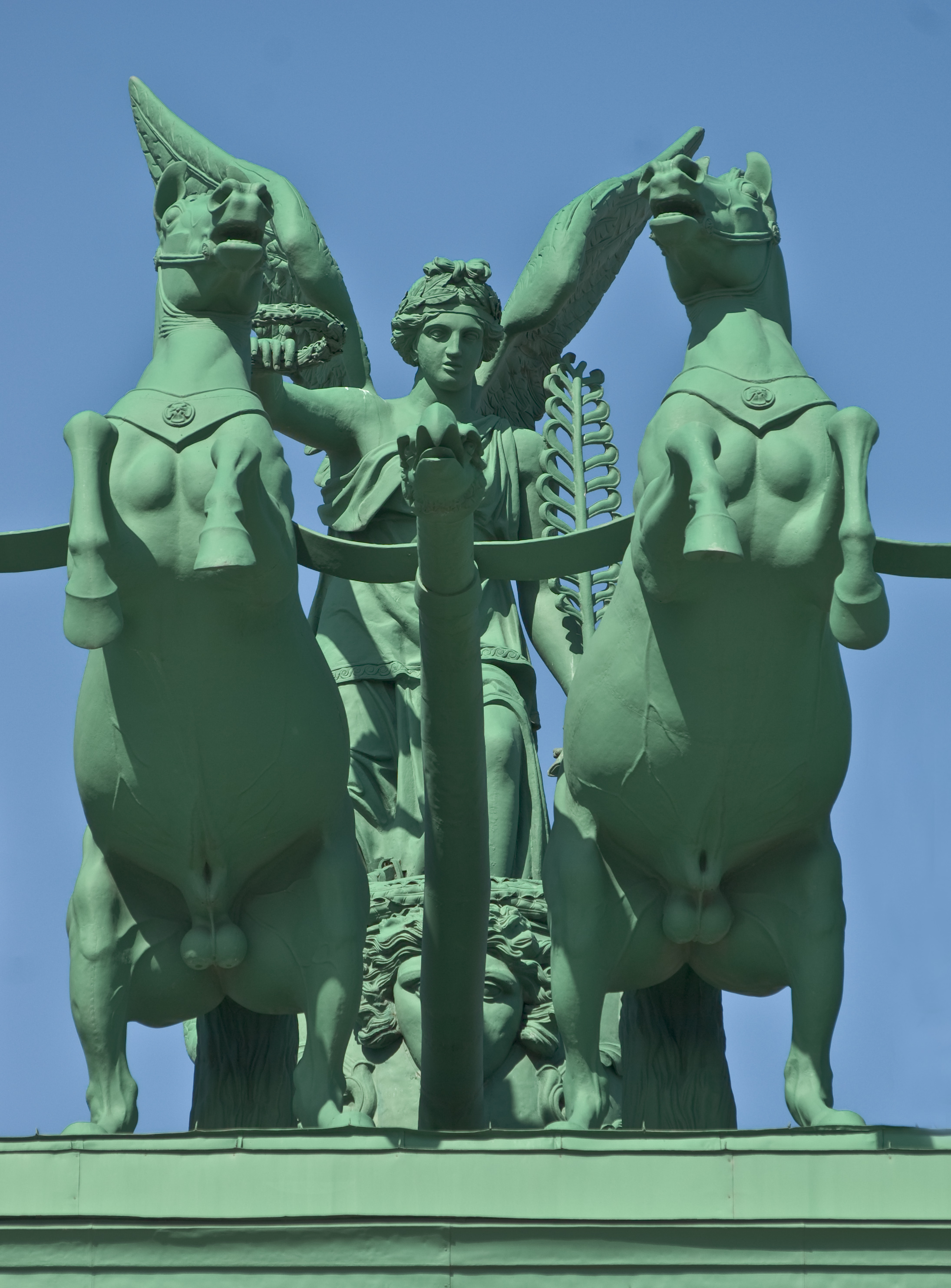
Arc de triomphe de Narva (détail)
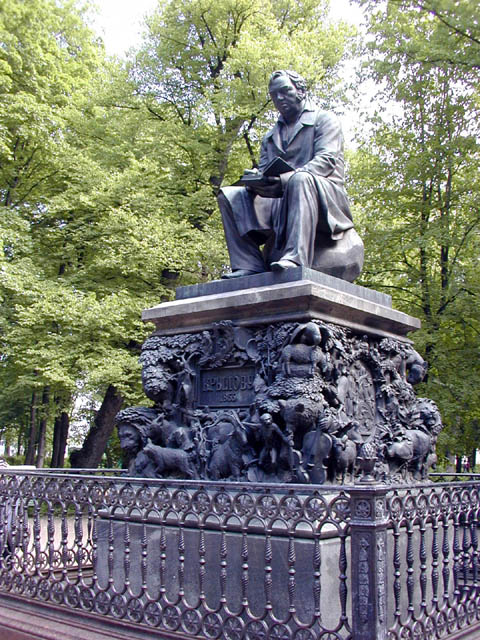
Statue en bronze d'Ivan Krylov au Jardin d'été (Saint-Pétersbourg)
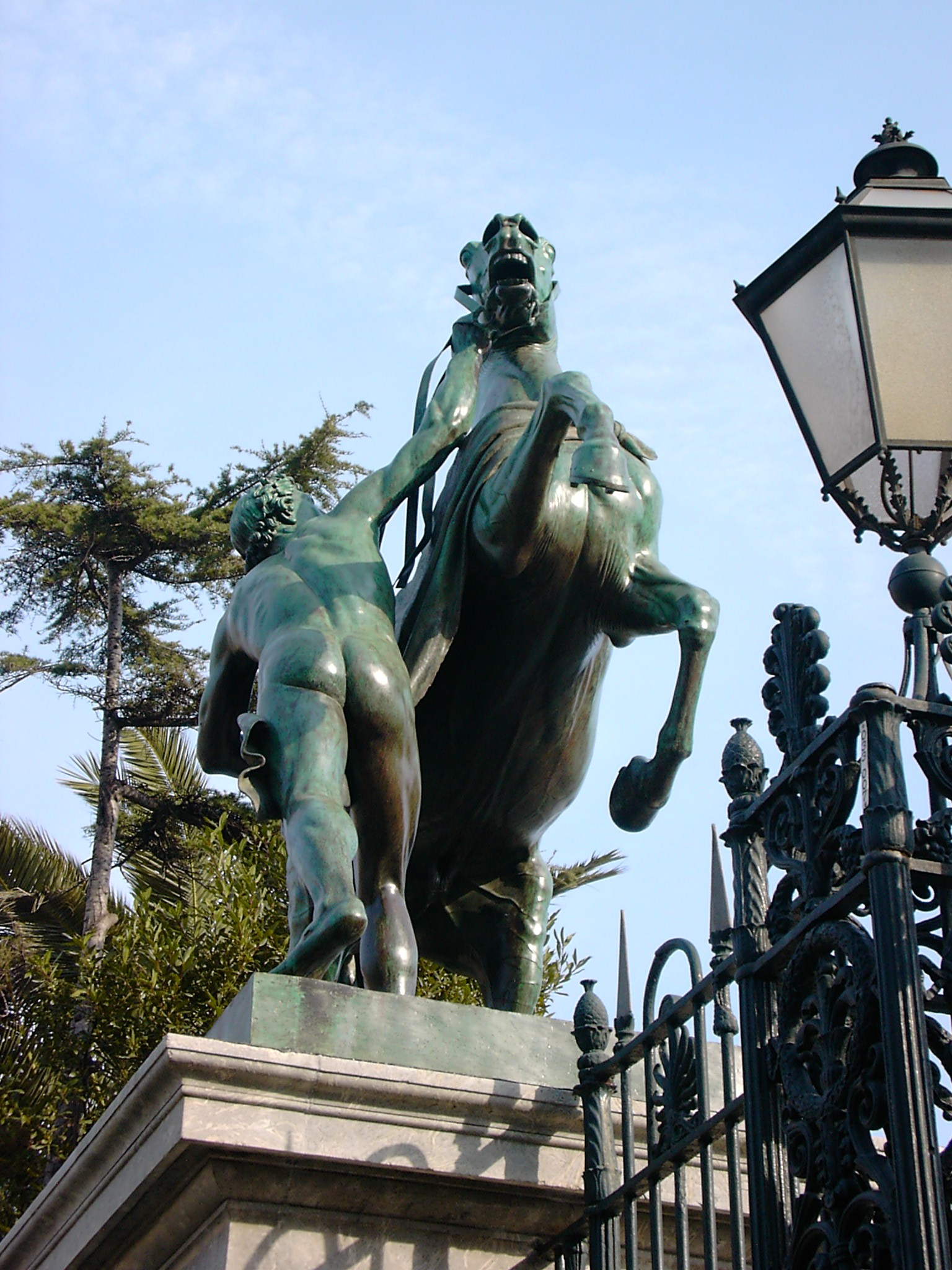
Cavalier de bronze du palais royal de Naples